# Darl McBride
Darl McBride (* 24. November 1959 in Mesa (Arizona); † 16. September 2024) war ein amerikanischer Manager. Er war seit dem 28. Juni 2002 bis zu seiner Entlassung am 14. Oktober 2009 der Geschäftsführer der SCO Group Inc. (ehemals Caldera International). Während dieser Zeit benannte er Caldera in SCO Group um.

## Lebensweg
McBride erwarb einen Bachelor-of-Science-Abschluss an der Brigham Young University und einen Master-Abschluss an der University of Illinois at Urbana-Champaign. Darl McBride gehört der mormonischen Glaubensgemeinschaft an. Er sprach Japanisch und war in Japan zwei Jahre als Missionar für die Kirche Jesu Christi der Heiligen der Letzten Tage tätig.
Von 1988 bis 1996 arbeitete er bei Novell, zuerst in der japanischen Niederlassung und später als Vizepräsident und general manager von Novells Abteilung für Embedded Systems (NEST). Er verließ Novell und wurde der senior vice president der IKON Office Solutions. Das Magazin Forbes berichtet, dass er IKON 1997 verklagte und in einer Schlichtung 3 Millionen US-Dollar zugeschrieben bekam. Er war ebenso an zwei Startup-Firmen beteiligt, "SBI and Company", einer Gesellschaft für professional services, die er gründete und bei der er als CEO arbeitete; später als CEO von PointServe, einer Softwarefirma. Für beide Firmen akquirierte er Risikokapital. Am 2. August 2000 begann McBride seine Arbeit als Präsident des Onlineplanungsgeschäfts der Firma FranklinCovey, die er bis kurz vor seinem Wechsel zu SCO ausführte.
Am 14. Oktober 2009 wurde McBride vom SCO-Konkursverwalter entlassen, da seine Position im Unternehmen unter einem Konkursverwalter nicht mehr notwendig sei.

## Klagewelle
Am 7. März 2003 startete er den Rechtsstreit gegen IBM über die Verletzung geistigen Eigentums. Darl McBrides Bruder Kevin McBride ist als Rechtsanwalt ebenfalls an der Klageabwicklung beteiligt. In diese Klagewelle wurden neben IBM auch Novell, Red Hat, Autozone und DaimlerChrysler hineingezogen.

## Persönliche Auseinandersetzungen
Diese Auseinandersetzungen schlugen durch das bei den Prozessgegnern i. d. R. als aggressiv aufgefasste Auftreten Darl McBrides in den oben genannten Prozessen hohe Wellen.
Am 12. Dezember 2020 meldete McBride in Nevada Privatinsolvenz an.